# Liste der Gebietsänderungen in Nordrhein-Westfalen nach 1980
Die Liste der Gebietsänderungen in Nordrhein-Westfalen nach 1980 enthält wichtige Änderungen der Gemeindegebiete des Landes Nordrhein-Westfalen in der Zeit vom 1. Januar 1981 bis heute. Dazu zählen unter anderem Zusammenschlüsse und Trennungen von Gemeinden, Eingliederungen von Gemeinden in eine andere, Änderungen des Gemeindenamens und größere Umgliederungen von Teilen einer Gemeinde in eine andere.

## Legende
- Datum: juristisches Wirkungsdatum der Gebietsänderung
- Gemeinde vor der Änderung: Gemeinde vor der Gebietsänderung
- Maßnahme: Art der Änderung
- Gemeinde nach der Änderung: Gemeinde nach der Gebietsänderung
- Landkreis: Kreis der Gemeinde nach der Gebietsänderung

Die Sortierung erfolgt chronologisch: Datum, kreisfreie Städte, Landkreise, aufnehmende oder neu gebildete Gemeinde. Heute noch bestehende Gemeinden sind farbig unterlegt.

## Liste
| Datum      | Gemeinde vor der Änderung | Maßnahme | Gemeinde nach der Änderung | Landkreis |
| ---------- | --- | --- | --- | --- |
| 01.01.1981 | Gladbeck, kleine Gebietsteile | Umgliederung | Gelsenkirchen | – |
| 01.01.1981 | Ratingen, kleine Gebietsteile | Umgliederung | Mülheim a. d. Ruhr | – |
| 01.01.1981 | Mülheim a. d. Ruhr, kleine Gebietsteile | Umgliederung | Ratingen | Mettmann |
| 01.01.1981 | Gelsenkirchen, kleine Gebietsteile | Umgliederung | Gladbeck | Recklinghausen |
| 01.07.1982 | Bielefeld, kleine Gebietsteile | Umgliederung | Werther (Westf.) | Gütersloh |
| 01.07.1982 | Bielefeld, kleine Gebietsteile | Umgliederung | Spenge | Herford |
| 01.01.1984 | Namensänderung des Kreises Siegen in Kreis Siegen-Wittgenstein | Namensänderung des Kreises Siegen in Kreis Siegen-Wittgenstein | Namensänderung des Kreises Siegen in Kreis Siegen-Wittgenstein | Namensänderung des Kreises Siegen in Kreis Siegen-Wittgenstein |
| 01.01.1984 | Laasphe | Namensänderung | Bad Laasphe | Siegen-Wittgenstein |
| 26.04.1985 | Herzebrock | Namensänderung | Herzebrock-Clarholz | Gütersloh |
| 01.01.1986 | Dorsten kleine Gebietsteile | Umgliederung | Haltern | Recklinghausen |
| 01.07.1986 | Minden kleine Gebietsteile | Umgliederung | Hille | Minden-Lübbecke |
| 01.07.1986 | Hille kleine Gebietsteile | Umgliederung | Minden | Minden-Lübbecke |
| 27.03.1991 | Mülheim a. d. Ruhr | Namensänderung | Mülheim an der Ruhr | – |
| 15.10.1993 | Monheim | Namensänderung | Monheim am Rhein | Mettmann |
| 01.01.2000 | Wünnenberg | Namensänderung | Bad Wünnenberg | Paderborn |
| 01.12.2001 | Emmerich | Namensänderung | Emmerich am Rhein | Kleve |
| 01.12.2001 | Haltern | Namensänderung | Haltern am See | Recklinghausen |
| 25.02.2002 | Gemeindefreies Gebiet, niederländische Verwaltung, N 274, ehemals zum Drostambt Tudderen gehörend                                                                       | Umgliederung | Selfkant | Heinsberg |
| 01.06.2003 | Fröndenberg | Namensänderung | Fröndenberg/Ruhr | Unna |
| 01.07.2003 | Namensänderung des Kreises Neuss in Rhein-Kreis Neuss | Namensänderung des Kreises Neuss in Rhein-Kreis Neuss | Namensänderung des Kreises Neuss in Rhein-Kreis Neuss | Namensänderung des Kreises Neuss in Rhein-Kreis Neuss |
| 01.11.2003 | Namensänderung des Erftkreises in Rhein-Erft-Kreis | Namensänderung des Erftkreises in Rhein-Erft-Kreis | Namensänderung des Erftkreises in Rhein-Erft-Kreis | Namensänderung des Erftkreises in Rhein-Erft-Kreis |
| 01.07.2006 | Hiddenhausen kleine Gebietsteile | Umgliederung | Bünde | Herford |
| 01.10.2006 | Essen kleine Gebietsteile | Umgliederung | Oberhausen | – |
| 01.01.2008 | Monheim am Rhein (5 ha) | Umgliederung | Langenfeld (Rheinland) | Mettmann |
| 01.01.2008 | Langenfeld (Rheinland) (4 ha) | Umgliederung | Monheim am Rhein | Mettmann |
| 21.10.2009 | Eingliederung der Stadt Aachen und des Kreises Aachen in die neue Städteregion Aachen 31 Kreise, 23 kreisfreie Städte → 30 Kreise, 1 Städteregion, 22 kreisfreie Städte | Eingliederung der Stadt Aachen und des Kreises Aachen in die neue Städteregion Aachen 31 Kreise, 23 kreisfreie Städte → 30 Kreise, 1 Städteregion, 22 kreisfreie Städte | Eingliederung der Stadt Aachen und des Kreises Aachen in die neue Städteregion Aachen 31 Kreise, 23 kreisfreie Städte → 30 Kreise, 1 Städteregion, 22 kreisfreie Städte | Eingliederung der Stadt Aachen und des Kreises Aachen in die neue Städteregion Aachen 31 Kreise, 23 kreisfreie Städte → 30 Kreise, 1 Städteregion, 22 kreisfreie Städte |
| 01.11.2009 | Diemelsee (Hessen) (14 ha) | Umgliederung | Brilon | Hochsauerlandkreis |
| 01.11.2009 | Bad Arolsen (Hessen) (9 ha) | Umgliederung | Marsberg | Hochsauerlandkreis |
| 01.11.2009 | Neukirchen-Vluyn (1 ha) | Umgliederung | Moers | Wesel |
| 01.11.2009 | Moers (1 ha) | Umgliederung | Neukirchen-Vluyn | Wesel |
| 01.11.2009 | Marsberg (8 ha) | Umgliederung | Bad Arolsen (Hessen) | Waldeck-Frankenberg |